# Cândești (gmina w okręgu Botoszany)
Cândești – gmina w Rumunii, w okręgu Botoszany. Obejmuje miejscowości Călinești, Cândești, Talpa i Vițcani. W 2011 roku liczyła 1847 mieszkańców.